# Van Heflin
Van Heflin (Walters, 1908. december 13. – Hollywood, 1971. július 23.) Oscar-díjas amerikai színész.

## Élete és pályafutása
1908-ban született Waltersben, Oklahomában. Anyja Fanny Bleecker (leánykori neve: Shippey), apja Dr. Emmett Evan Heflin, a fogorvos. Francia, ír származású. Nővére, Frances Heflin, szintén színész (aki feleségül ment Sol Kaplan zeneszerzőhöz). Heflin az Oklahoma Cityben található Classen High Schoolba járt, bár egyes források szerint a Long Beach Polytechnic High Schoolba. Majd az Oklahomai Egyetemre ment, ahol 1932-ben főiskolai diplomát szerzett. Később a Yale-en szerzett mesterdiplomát színháztudományból.
Heflin színészi pályafutása a Broadway-n kezdődött az 1920-as évek végén. Szerepet kapott a Mr. Moneypenny (1928), The Bride of Torozko (1934), The Night Remembers (1934), Mid-West (1936), és az End of Summer (1936) című darabokban. Az End of Summer-ben nyújtott alakítása után leszerződtették az RKO Radio Pictures-nél. Első filmje a Lázadó asszony című volt 1936-ban, Katharine Hepburn partnere volt. Ezt követte a The Poker Outcast of Poker Flat, ahol Preston Foster és Jean Muir volt a partnere, valamint Chester Morris főszereplésével a Flight from Glory (1937), ahol Heflin alkoholista pilótát alakított.
1937-ben megkapta első főszerepét a Saturday's Heroes című filmben, amivel megalapozta hírnevét. Közben visszatért a Broadway-re a Western Waters (1937–38) és a Casey Jones (1938) című darabokba, az utóbbit a Group Theatre-be mutatták be, Elia Kazan rendezésében. Hollywoodba visszatérve Heflin mellékszerepet kapott a Back Door to Heaven című filmben (1939). Ezután a  Broadway-n, eljátszotta Macaulay Connor szerepét a Philadelphiai történet című darabban Katharine Hepburn, Joseph Cotten és Shirley Booth társaságában, amely 1939–1940 között 417 előadást élt meg. Ezek után a Warner Bros., felkérte Heflint Errol Flynn legújabb western filmjéhez, az Út Santa Fébe (1940) , a film főgonoszának. A film nagy siker lett. Ezek után az MGM szerződést ajánlott neki. Az MGM-nél kezdetben olyan filmekben kapott mellékszerepet, mint a The Feminine Touch (1941) és a H.M. Pulham, Esq. (1941). 1942-ben olyan alakítást nyújtott Robert Taylor oldalán a Johnny Eager című filmben, hogy elnyerte a legjobb férfi mellékszereplőnek járó Oscart.
Ezek után már főszerepeket is kapott az MGM-nél olyan filmekben mint a Fred Zinnemann által rendezett Kid Glove Killer, vagy a Grand Central Murder. Mindkét film sikeres lett. Ez után egy "A" kategóriás filmben kapott, Andrew Johnson elnök szerepében, a Tennessee Johnson című filmben (1942) amelyben ellenfelét Lionel Barrymore alakította. A film nem lett nagy siker. Nem sokkal ezután bevonult a hadseregbe. A második világháború alatt az Egyesült Államok Hadseregének légi hadtestében harci megfigyelőként szolgált az európai kilencedik légierőnél és az első mozgókép-egységnél. Itt játszott az Land and Live in the Jungle (1944) című oktatófilmben.
Amikor Helfin visszatért Hollywoodba, az MGM kölcsönadta Hal Wallisnak, hogy Barbara Stanwyckkel partnere legyen Martha Ivers furcsa szerelme című filmben (1946). Ezután a Warner Brosnak adták kölcsön, hogy együtt játszhasson Joan Crawford-dal a Megszállott című filmben (1947). Utána még sok filmben játszott az MGM-nél de egyre kevesebb profitot kapott. Az 50-es évek elején Heflin otthagyta az MGM-et és tv-filmekben, sorozatokban, illetve rádiójátékokban kezdett játszani. A 60-as években Európában forgatott, leginkább Olaszországban. A 60-as évek második felében visszatért az MGM-hez kisebb szerepekre. Utolsó filmes szerepe az 1970-es Airport film volt, ahol egy vesztes férjet alakított, aki azt tervezi, hogy felrobbantja magát egy repülőgépen, hogy felesége (Maureen Stapleton játszotta) életbiztosítási kötvényt kapjon. A film óriási siker volt.

## Magánélete és halála
Kétszer házasodott. Először Eleanor Shaw színésznővel, a 30-as éveiben, majd 1942-ben, RKO egyik alkalmazottjával, Frances Neallel. E házasságból két lánya született: Vana O'Brien és Cathleen (Kate) Heflin és egy fia, Tracy. A lányai követték apja nyomdokát és színésznők lettek. 1967-ben ez a házassága is véget ért.
1971. június 6-án Heflin úszás közben szívrohamot kapott a medencéjében. Az orvosok kórházba vitték, ott még hét hétig élt, de már soha nem tért magához. 1971. július 23-án hunyt el Cedars of Lebanon Hospital épületében, 62 évesen. Úgy rendelkezett, hogy ne legyen nyilvános temetése, ezért elhamvasztották és maradványait az óceánba szórták.

## Díjai és jelölései
Oscar-díj
- díj: legjobb férfi mellékszereplő – Johnny Eager (1943)

## Filmográfia

### Film
| Év   | Magyar cím                            | Eredeti cím                      | Szerep                           | Magyar hang            |
| ---- | ------------------------------------- | -------------------------------- | -------------------------------- | ---------------------- |
| 1936 | Lázadó asszony                        | A Woman Rebels                   | Lord Gerald Waring Gaythorne     |                        |
| 1937 |                                       | The Outcasts of Poker Flat       | Samuel 'Sam' Woods tiszteletes   |                        |
| 1937 |                                       | Flight From Glory                | George Wilson                    |                        |
| 1937 |                                       | Annapolis Salute                 | Clay V. Parker                   |                        |
| 1937 |                                       | Saturday's Heroes                | Val Webster                      |                        |
| 1939 |                                       | Back Door to Heaven              | John Shelley                     |                        |
| 1940 | Santa Fé ösvény (Út Santa Fébe)       | Santa Fe Trail                   | Carl Rader                       | Sinkovits-Vitay András |
| 1940 | Santa Fé ösvény (Út Santa Fébe)       | Santa Fe Trail                   | Carl Rader                       | Pusztaszeri Kornél     |
| 1941 |                                       | The Feminine Touch               | Elliott Morgan                   |                        |
| 1941 |                                       | H.M. Pulham, Esq.                | Bill King                        |                        |
| 1941 | Johnny Eager                          | Johnny Eager                     | Jeff Hartnett                    |                        |
| 1942 |                                       | Kid Glove Killer                 | Gordon McKay                     |                        |
| 1942 |                                       | Grand Central Murder             | 'Rocky' Custer                   |                        |
| 1942 | Hét szerelmes kislány                 | Seven Sweethearts                | Henry Taggart                    |                        |
| 1942 | Tennessee Johnson                     | Tennessee Johnson                | Andrew Johnson                   |                        |
| 1943 | Bemutatjuk Lily Mars-t                | Presenting Lily Mars             | John Thornway                    |                        |
| 1946 | Martha Ivers furcsa szerelme          | The Strange Love of Martha Ivers | Sam Masterson                    | Hirtling István        |
| 1946 | Amíg a felhők tovaszállnak            | Till the Clouds Roll By          | James I. Hessler                 | Dózsa László           |
| 1946 | Amíg a felhők tovaszállnak            | Till the Clouds Roll By          | James I. Hessler                 | Kerekes József         |
| 1947 | Megszállott                           | Possessed                        | David Sutton                     |                        |
| 1947 | A zöld delfin utca                    | Green Dolphin Street             | Timothy Haslam                   |                        |
| 1948 |                                       | B.F.'s Daughter                  | Thomas W. Brett                  |                        |
| 1948 |                                       | Tap Roots                        | Keith Alexander                  |                        |
| 1948 |                                       | The Secret Land                  | narrátor                         |                        |
| 1948 | Három testőr                          | The Three Musketeers             | Athos                            |                        |
| 1949 | Erőszakos cselekedet                  | Act of Violence                  | Frank R. Enley                   | Galbenisz Tomasz       |
| 1949 | Madame Bovary                         | Madame Bovary                    | Charles Bovary                   |                        |
| 1949 | Keleti oldal, nyugati oldal           | East Side, West Side             | Mark Dwyer                       |                        |
| 1951 |                                       | Tomahawk                         | Jim Bridger                      |                        |
| 1951 |                                       | The Prowler                      | Webb Garwood                     |                        |
| 1951 |                                       | Week-End with Father             | Brad Stubbs                      |                        |
| 1952 |                                       | My Son John                      | Stedman                          |                        |
| 1953 |                                       | South of Algiers                 | Nicholas Chapman                 |                        |
| 1953 | Idegen a vadnyugaton                  | Shane                            | Joe Starrett                     | N/A                    |
| 1953 | Idegen a vadnyugaton                  | Shane                            | Joe Starrett                     | Csernák János          |
| 1953 |                                       | Wings of the Hawk                | Irish Gallager                   |                        |
| 1954 |                                       | Tanganyika                       | John Gale                        |                        |
| 1954 |                                       | The Raid                         | Neal Benton őrnagy / Neal Swayze |                        |
| 1954 |                                       | Woman's World                    | Jerry Talbot                     |                        |
| 1954 |                                       | Black Widow                      | Peter Denver                     |                        |
| 1955 | Csatakiáltás                          | Sam Huxley őrnagy                |                                  |                        |
| 1955 |                                       | Count Three and Pray             | Luke Fargo                       |                        |
| 1956 |                                       | Patterns                         | Fred Staples                     |                        |
| 1957 | Ben Wade és a farmer                  | 3:10 to Yuma                     | Dan Evans                        | Szabó Gyula            |
| 1957 | Ben Wade és a farmer                  | 3:10 to Yuma                     | Dan Evans                        | Kőszegi Ákos           |
| 1958 | A pisztoly igazsága                   | Gunman's Walk                    | Lee Hackett                      | Koncz István           |
| 1958 | Szélvihar                             | Tempest                          | Emelyan Pugachov                 |                        |
| 1959 |                                       | They Came to Cordura             | John Chawk őrmester              |                        |
| 1960 | Jovanka és a többiek                  | 5 Branded Women                  | Velko                            |                        |
| 1960 | Haragvó tenger                        | Sotto dieci bandiere             | Bernhard Rogge százados          | Perlaki István         |
| 1961 |                                       | Il relitto                       | Duncan Bell                      |                        |
| 1963 |                                       | Cry of Battle                    | Joe Trent                        |                        |
| 1965 | A világ legszebb története – A Biblia | The Greatest Story Ever Told     | Bar Amand                        |                        |
| 1965 | Volt egyszer egy tolvaj               | Once a Thief                     | Mike Vido felügyelő              | Faragó András          |
| 1966 |                                       | Stagecoach                       | Curly Wilcox marsall             |                        |
| 1967 |                                       | The Man Outside                  | Bill MacLean                     |                        |
| 1968 |                                       | Ognuno per sé                    | Sam Cooper                       |                        |
| 1969 | A nagy zsozsó                         | The Big Bounce                   | Sam Mirakian                     |                        |
| 1970 | Airport                               | Airport                          | D.O. Guerrero                    | Miklósy György         |
| 1970 | Airport                               | Airport                          | D.O. Guerrero                    | Gruber Hugó            |

### Televízió
| Év        | Cím                        | Szerep                                  | Megjegyzések   |
| --------- | -------------------------- | --------------------------------------- | -------------- |
| 1950      | The Nash Airflyte Theater  | fiú                                     | 1 epizód       |
| 1950      | Robert Montgomery Presents | Dr. Martin Arrowsmith                   | 1 epizód       |
| 1951      | The Ken Murray Show        | önmaga                                  | 1 epizód       |
| 1957–1960 | Playhouse 90               | százados / Bill Kilcoyne / Sten ezredes | 3 epizód       |
| 1961      | The Dick Powell Show       | Paul Maxon őrmester                     | 1 epizód       |
| 1963–1964 | The Great Adventure        | önmaga (narrátor)                       | 13 epizód      |
| 1965      | The Teenage Revolution     | narrátor                                | dokumentumfilm |
| 1968      | A Case of Libel            | Robert Sloane                           | tévéfilm       |
| 1968      | The Danny Thomas Hour      | Kreutzer                                | 1 epizód       |
| 1968      | Certain Honorable Men      | Champ Donohue                           | tévéfilm       |
| 1970      | Neither Are We Enemies     | Arimathiai József                       | tévéfilm       |
| 1971      | The Last Child             | Quincy George szenátor                  | tévéfilm       |